# Parma Football Club 2007-2008
Questa voce raccoglie le informazioni riguardanti il Parma Football Club nelle competizioni ufficiali della stagione 2007-2008.

## Stagione
Dopo la salvezza conquistata nel campionato 2006-07, il tecnico Ranieri si accordò con la Juventus, venendo sostituito da Domenico Di Carlo. Alla prima giornata del torneo il nuovo allenatore fu protagonista di un curioso episodio: il tecnico avversario del Catania, Silvio Baldini, lo colpì con un calcio nel fondoschiena. L'inizio di stagione si rivela molto complicato con una sola vittoria nelle prime otto giornate (2-0 sul Torino) e la posizione di Di Carlo viene messa in discussione. La vittoria per 3-2 sul Livorno permise di salvare la sua panchina. Alla fine del girone di andata i ducali conquistarono 18 punti, frutto di 4 vittorie, 6 pareggi e ben 9 sconfitte. Particolarmente controversa fu la sconfitta con l'Inter a Milano, dove gli emiliani, in vantaggio per 1-2, subirono una rimonta nei minuti finali, anche a causa di un discusso rigore concesso ai nerazzurri.
La tifoseria iniziò a contestare l'allenatore, che a marzo, dopo aver ottenuto 7 punti in altrettante gare nel girone di ritorno, fu sollevato dall'incarico per lasciare il posto a Héctor Cúper.I risultati della squadra rimasero altalenanti, con lo spettro della retrocessione mai allontanato. Alla guida del tecnico argentino la squadra fece soli 6 punti in 8 partite e sprofondò al penultimo posto. Alla terzultima giornata, tuttavia, il successo di misura con il Genoa parve riaccendere le speranze di salvezza. Malgrado la sconfitta con la Fiorentina nel turno successivo, la condanna anticipata del Livorno e il pareggio del Catania a Torino contro la Juventus tennero vivi i ducali fino all'ultima domenica.
Dopo la gara con i viola Cúper fu esonerato e la panchina affidata al tecnico della Primavera Manzo. Il Parma si giocò la salvezza contro l'Inter, dovendo prestare attenzione anche al risultato del Catania con la Roma: nerazzurri e giallorossi, a loro volta, erano in corsa per lo scudetto. Nel primo tempo, gli emiliani bloccarono i milanesi sullo 0-0: il contemporaneo vantaggio dei capitolini in Sicilia e dell'Empoli col Livorno non avrebbe comunque garantito la salvezza. Durante la ripresa, l'ingresso in campo di Zlatan Ibrahimović (autore di una doppietta all'andata) mutò la situazione: lo svedese realizzò due gol, mentre nel finale gli etnei raggiunsero il pari. La combinazione di risultati confinò i ducali al penultimo posto, comportando la prima retrocessione in Serie B dopo 18 anni consecutivi nella massima categoria.

## Divise e sponsor[21]
| Casa | Trasferta | Terza divisa |

## Rosa
| N. |                      | Ruolo | Calciatore          |
| -- | -------------------- | ----- | ------------------- |
| 1  | Rep. Ceca (bandiera) | P     | Radek Petr          |
| 2  | Italia (bandiera)    | D     | Damiano Zenoni      |
| 4  | Italia (bandiera)    | C     | Stefano Morrone     |
| 5  | Italia (bandiera)    | P     | Luca Bucci          |
| 6  | Italia (bandiera)    | D     | Luca Antonelli      |
| 7  | Italia (bandiera)    | D     | Paolo Castellini    |
| 9  | Italia (bandiera)    | A     | Cristiano Lucarelli |
| 10 | Italia (bandiera)    | C     | Domenico Morfeo     |
| 11 | Italia (bandiera)    | C     | Andrea Pisanu       |
| 13 | Italia (bandiera)    | D     | Marco Rossi         |
| 15 | Argentina (bandiera) | C     | Leandro Martínez    |
| 17 | Kenya (bandiera)     | C     | McDonald Mariga     |
| 18 | Italia (bandiera)    | C     | Andrea Gasbarroni   |
| 19 | Italia (bandiera)    | D     | Giulio Falcone      |
| 20 | Croazia (bandiera)   | A     | Igor Budan          |
| 21 | Italia (bandiera)    | C     | Luca Cigarini       |
| 22 | Italia (bandiera)    | C     | Federico Moretti    |

| N. |                       | Ruolo | Calciatore            |
| -- | --------------------- | ----- | --------------------- |
| 23 | Italia (bandiera)     | C     | Daniele Dessena       |
| 24 | Portogallo (bandiera) | D     | Fernando Couto        |
| 25 | Italia (bandiera)     | D     | Federico Bega         |
| 27 | Italia (bandiera)     | D     | Thomas Som            |
| 28 | Italia (bandiera)     | D     | Massimo Paci          |
| 29 | Italia (bandiera)     | D     | Cristian Anelli       |
| 31 | Italia (bandiera)     | A     | Stefano Crisci        |
| 32 | Italia (bandiera)     | A     | Bernardo Corradi      |
| 33 | Senegal (bandiera)    | D     | Ferdinand Coly        |
| 34 | Serbia (bandiera)     | A     | Aleksandar Prijović   |
| 52 | Italia (bandiera)     | C     | Gene Gnocchi          |
| 55 | Italia (bandiera)     | C     | Francesco Parravicini |
| 69 | Italia (bandiera)     | P     | Fabio Virgili         |
| 83 | Brasile (bandiera)    | A     | Reginaldo             |
| 89 | Italia (bandiera)     | P     | Eros Corradini        |
| 99 | Italia (bandiera)     | P     | Nicola Pavarini       |

## Calciomercato

### Sessione di mercato invernale
| Acquisti | Acquisti            | Acquisti | Acquisti   |
| R.       | Nome                | da       | Modalità   |
| -------- | ------------------- | -------- | ---------- |
| D        | Luca Antonelli      | Milan    | definitivo |
| A        | Cristiano Lucarelli | Šachtar  | definitivo |

| Cessioni | Cessioni         | Cessioni | Cessioni   |
| R.       | Nome             | a        | Modalità   |
| -------- | ---------------- | -------- | ---------- |
| D        | Giuseppe Cardone | Cesena   | definitivo |
| D        | Niccolò Galli    | Massese  | prestito   |
| D        | Alessio Tombesi  | Avellino | prestito   |
| C        | Davide Matteini  | Vicenza  | prestito   |
| A        | Daniele Paponi   | Cesena   | prestito   |

## Risultati

### Serie A

#### Girone di andata
| Arbitro: | Stefanini (Prato) |

|                        |           |                          |
| Pisanu 28’ M.Rossi 43’ | Marcatori | 12’ Morimoto 44’ Baiocco |

| Arbitro: | Marelli (Como) |

|                                     |           |  |
| Zampagna 21’ (rig.) Carrozzieri 65’ | Marcatori |  |

| Arbitro: | Mazzoleni (Bergamo) |

|             |           |           |
| Corradi 72’ | Marcatori | 41’ Matri |

| Arbitro: | Damato (Barletta) |

|             |           |            |
| Seedorf 44’ | Marcatori | 73’ Pisanu |

| Arbitro: | Romeo (Verona) |

|                           |           |  |
| Reginaldo 62’ Corradi 64’ | Marcatori |  |

| Arbitro: | De Marco (Chiavari) |

|                             |           |             |
| Quagliarella 78’ Zapata 90’ | Marcatori | 72’ Corradi |

| Arbitro: | Banti (Livorno) |

|  |           |                             |
|  | Marcatori | 2’, 82’ Totti 21’ A.Mancini |

| Arbitro: | Trefoloni (Siena) |

|                                |           |  |
| Montella 25’ Bellucci 47’, 58’ | Marcatori |  |

| Arbitro: | Rizzoli (Bologna) |

|                                |           |                        |
| Morrone 9’ Paci 54’ Morfeo 74’ | Marcatori | 23’, 49’ (rig.) Tavano |

| Arbitro: | Damato (Barletta) |

|                   |           |            |
| Amauri 87’ (rig.) | Marcatori | 3’ Morrone |

| Arbitro: | Ayroldi (Molfetta) |

|                          |           |                            |
| Corradi 24’ Matteini 80’ | Marcatori | 33’ De Ceglie 90’ Galloppa |

| Arbitro: | Gava (Conegliano) |

|                                  |           |                               |
| Gasbarroni 43’ (rig.) Pisanu 57’ | Marcatori | 75’ Legrottaglie 82’ Iaquinta |

| Arbitro: | De Marco (Chiavari) |

|             |           |  |
| Firmani 90’ | Marcatori |  |

| Arbitro: | Romeo (Verona) |

|          |           |  |
| Paci 21’ | Marcatori |  |

| Arbitro: | Rocchi (Firenze) |

|              |           |  |
| Zalayeta 18’ | Marcatori |  |

| Arbitro: | Farina (Novi Ligure) |

|                                 |           |  |
| Corradi 26’ Pisanu 48’ Paci 66’ | Marcatori |  |

| Arbitro: | Girardi (San Donà di Piave) |

|                      |           |  |
| Borriello 43’ (rig.) | Marcatori |  |

| Arbitro: | Brighi (Cesena) |

|          |           |                      |
| Coly 69’ | Marcatori | 44’, 85’ (rig.) Mutu |

| Arbitro: | Gervasoni (Mantova) |

|                                           |           |                             |
| Cambiasso 30’ Ibrahimović 86’ (rig.), 90’ | Marcatori | 40’ Cigarini 69’ Gasbarroni |

#### Girone di ritorno
| Catania 27 gennaio 2008, ore 15:00 20ª giornata | Catania           | 0 – 0 referto | Parma | Stadio Angelo Massimino\| Arbitro: \| Celi (Campobasso) \| |
| Arbitro:                                        | Celi (Campobasso) |               |       |                                                            |

| Arbitro: | Damato (Barletta) |

|                                 |           |                                         |
| C. Lucarelli 39’ Gasbarroni 90’ | Marcatori | 18’ Pellegrino 54’ Bellini 69’ Floccari |

| Arbitro: | Rizzoli (Bologna) |

|          |           |               |
| Jeda 34’ | Marcatori | 36’ Reginaldo |

| Parma 16 febbraio 2008, ore 20:30 23ª giornata | Parma                     | 0 – 0 referto | Milan | Stadio Ennio Tardini\| Arbitro: \| Dondarini (Finale Emilia) \| |
| Arbitro:                                       | Dondarini (Finale Emilia) |               |       |                                                                 |

| Arbitro: | Ayroldi (Molfetta) |

|                                             |           |                                           |
| Stellone 11’, 69’ Natali 45’ Di Michele 82’ | Marcatori | 29’, 32’ Gasbarroni 42’ Morrone 43’ Budan |

| Arbitro: | Mazzoleni (Bergamo) |

|                                      |           |  |
| C. Lucarelli 78’ Cigarini 87’ (rig.) | Marcatori |  |

| Arbitro: | Rocchi (Firenze) |

|                                                       |           |  |
| Aquilani 27’ Falcone 51’ (aut.) Totti 80’ Vucinic 90’ | Marcatori |  |

| Arbitro: | Celi (Campobasso) |

|           |           |                          |
| Budan 67’ | Marcatori | 12’ Maggio 57’ Bonazzoli |

| Arbitro: | Rosetti (Torino) |

|             |           |               |
| Vidigal 41’ | Marcatori | 61’ Reginaldo |

| Arbitro: | Bergonzi (Genova) |

|                       |           |            |
| Budan 53’, 90’ (rig.) | Marcatori | 68’ Cavani |

| Arbitro: | Celi (Campobasso) |

|                           |           |  |
| Maccarone 87’ (rig.), 90’ | Marcatori |  |

| Arbitro: | Banti (Livorno) |

|                                                |           |  |
| Trezeguet 17’ Palladino 30’ Morrone 76’ (aut.) | Marcatori |  |

| Arbitro: | Trefoloni (Siena) |

|                    |           |                           |
| Budan 17’ Paci 43’ | Marcatori | 35’ Pandev 38’ R. Bianchi |

| Arbitro: | Morganti (Ascoli Piceno) |

|              |           |                 |
| Giovinco 30’ | Marcatori | 7’ C. Lucarelli |

| Arbitro: | Ayroldi (Molfetta) |

|                  |           |                                   |
| Budan 23’ (rig.) | Marcatori | 45’ (rig.) Domizzi 72’ Bogliacino |

| Arbitro: | Saccani (Mantova) |

|                |           |                     |
| Cozza 55’, 64’ | Marcatori | 25’ (rig.) Cigarini |

| Arbitro: | Trefoloni (Siena) |

|                  |           |  |
| C. Lucarelli 58’ | Marcatori |  |

| Arbitro: | Morganti (Ascoli Piceno) |

|                                     |           |           |
| Santana 39’ Semioli 77’ Osvaldo 86’ | Marcatori | 11’ Budan |

| Arbitro: | Rocchi (Firenze) |

|  |           |                      |
|  | Marcatori | 62’, 79’ Ibrahimović |

### Coppa Italia

#### Prima fase
| Arbitro: | Bergonzi (Genova) |

|                       |           |                                           |
| Castellini 75’ (rig.) | Marcatori | 62’ Molinaro 73’ Almirón 82’ Salihamidzic |

## Statistiche

### Statistiche di squadra
| Competizione | Punti | In casa | In casa | In casa | In casa | In casa | In casa | In trasferta | In trasferta | In trasferta | In trasferta | In trasferta | In trasferta | Totale | Totale | Totale | Totale | Totale | Totale | DR  |
| Competizione | Punti | G       | V       | N       | P       | Gf      | Gs      | G            | V            | N            | P            | Gf           | Gs           | G      | V      | N      | P      | Gf     | Gs     | DR  |
| ------------ | ----- | ------- | ------- | ------- | ------- | ------- | ------- | ------------ | ------------ | ------------ | ------------ | ------------ | ------------ | ------ | ------ | ------ | ------ | ------ | ------ | --- |
| Serie A      | 34    | 19      | 7       | 6       | 6       | 28      | 26      | 19           | 0            | 7            | 12           | 14           | 36           | 38     | 7      | 13     | 18     | 42     | 62     | -20 |
| Coppa Italia |       | 1       | 0       | 0       | 1       | 1       | 3       | 0            | 0            | 0            | 0            | 0            | 0            | 1      | 0      | 0      | 1      | 1      | 3      | -2  |
| Totale       | 34    | 20      | 7       | 6       | 6       | 29      | 29      | 19           | 0            | 7            | 12           | 14           | 36           | 39     | 7      | 13     | 19     | 43     | 65     | -22 |

### Andamento in campionato
| Giornata  | 1 | 2  | 3  | 4  | 5  | 6  | 7  | 8  | 9  | 10 | 11 | 12 | 13 | 14 | 15 | 16 | 17 | 18 | 19 | 20 | 21 | 22 | 23 | 24 | 25 | 26 | 27 | 28 | 29 | 30 | 31 | 32 | 33 | 34 | 35 | 36 | 37 | 38 |
| --------- | - | -- | -- | -- | -- | -- | -- | -- | -- | -- | -- | -- | -- | -- | -- | -- | -- | -- | -- | -- | -- | -- | -- | -- | -- | -- | -- | -- | -- | -- | -- | -- | -- | -- | -- | -- | -- | -- |
| Luogo     | C | T  | C  | T  | C  | T  | C  | T  | C  | T  | C  | C  | T  | C  | T  | C  | T  | C  | T  | T  | C  | T  | C  | T  | C  | T  | C  | T  | C  | T  | T  | C  | T  | C  | T  | C  | T  | C  |
| Risultato | N | P  | N  | N  | V  | P  | P  | P  | V  | N  | N  | N  | P  | V  | P  | V  | P  | P  | P  | N  | P  | N  | N  | N  | V  | P  | P  | N  | V  | P  | P  | N  | N  | P  | P  | V  | P  | P  |
| Posizione | 9 | 15 | 14 | 14 | 11 | 14 | 17 | 18 | 15 | 15 | 14 | 14 | 15 | 13 | 14 | 12 | 13 | 14 | 15 | 15 | 17 | 17 | 18 | 18 | 14 | 16 | 17 | 17 | 15 | 15 | 16 | 16 | 17 | 17 | 19 | 18 | 18 | 19 |

Legenda:

Luogo: C = Casa; T = Trasferta. Risultato: V = Vittoria; N = Pareggio; P = Sconfitta.